# Саимедо
Саимедо (груз. საიმედო) — село в Грузии, в муниципалитете Багдати края Имеретия.

## География
Село расположено на правом берегу реки Ханисскали. Высота над уровнем моря — 150 метров. Находится в 9 километрах от Багдати.

## Население
По данным на 2014 год в селе проживало 190 человек.

### Демография
| Год переписи | Население | Мужчины | Женщины |
| ------------ | --------- | ------- | ------- |
| 2002         | 182       | 88      | 94      |
| 2014         | 190       | 94      | 96      |